# سلست (خواننده)
سلست (انگلیسی: Celeste؛ زادهٔ ۵ مهٔ ۱۹۹۴) خواننده انگلیسی-جامائیایی زاده ایالات متحده است.